# Alice Kinloch
Alice Kinloch de son nom complet Alice Victoria Alexander Kinloch, née le 15 décembre 1863 au Cap, est une militante des droits de l'Homme et conférencière sud-africaine. 

## Biographie
Alice Kinloch naît de William et Sarah Alexander, le 15 décembre 1863  au Cap dans la colonie du Cap, en tant que cadette d'une fratire de six enfants.   

### Activisme
En 1895, elle se rend au Royaume-Uni pour dénoncer les cruautés qu'elle considère comme inhérentes au système des colonies, ainsi que le contexte plus large de violence raciale et de contradictions coloniales qui règne à Kimberley et s'associe à l'Aborigines Protection Society (APS), une organisation abolitionniste et de défense des droits de l'homme.
En raison de son statu de représentante de l'APS, elle est invitée à s'exprimer devant de larges audiences dans diverses villes notamment à Londres, Newcastle, York et Manchester sur les injustices causées par la ségrégation raciale et le système des colonies. 
Sur des tribunes en Grande-Bretagne, elle discute de la situation en Afrique du Sud. Son exposé porte sur les « mauvais traitements infligés aux populations autochtones dans toute l'Afrique du Sud, en particulier le système composé observé dans les districts miniers »,.
En 1897, aidée de Henry Sylvester-Williams originaire de Trinité-et-Tobago et de Henry Sylvester Williams originaire de Sierra Leone tous deux aspirants avocats à Londres,  Kinloch fonde l'Association africaine. 
Au cours de cette même année, elle publie une brochure intitulée « Les diamants sud-africains valent-ils leur prix ? ». Dans ce ouvrage, elle expose les conditions de vie dans les mines comme « rapprochant l'esclavage » et s'oppose aux lois sur les laissez-passer au Natal,,. 
Nommée trésorière de l'Association, Kinloch retourne en Afrique du Sud en février 1898 et, avec l'Association africaine, organise la première Conférence panafricaine en 1900,,. 

### Vie privée
En juin 1885, elle épouse un veuf dénommé Edmund Ndosa Kinloch à l'église St Cyprian de Kimberley,. 
A son retour en Afrique du Sud en février 1898, Kinloch et son mari vivent d'abord  au Transvaal, puis, après mars 1899, dans une ferme appelée « Nil Desperandum », à Verulam, dans le comté de Victoria, au Natal, où ils élèvent des abeilles, de la volaille et des porcs. 

## Note et références